# 约琳·特莫尔斯
约琳·特莫尔斯（荷蘭語：Jorien ter Mors，荷蘭語發音：[joːˈrin tɛr ˈmɔrs]，1989年12月21日—），生于恩斯赫德，荷兰女子滑冰运动员。她参加速度滑冰和短道速滑项目。她的父亲亨克也是一名滑冰运动员，在父亲的引导下，她11岁时开始练习滑冰。原本她只练习短道速滑，后来为了提升自己的力量，她开始兼练速度滑冰。2014年，她参加了索契冬奥短道速滑和速度滑冰的比赛，成为史上第一位在同一届冬奥参加短道速滑和速度滑冰两个大项比赛的女运动员，在她的第二次奥运之旅当中，她在速度滑冰项目上获得两枚金牌。2018年，她再度兼项参加冬奥，获得速度滑冰女子1000米金牌以及短道速滑女子3000米接力铜牌，又成为史上第一位在同一届冬奥获得两个不同项目奖牌的女运动员。